# (5947) Bonnie
(5947) Bonnie (1985 FD) – planetoida z grupy pasa głównego asteroid okrążająca Słońce w ciągu 4,34 lat w średniej odległości 2,66 j.a. Odkryta 21 marca 1985 roku.